# Murmur (demonio)
Nella demonologia, Murmur è uno dei Conti e Gran Duchi dell'Inferno, sotto il cui comando sono poste 30 legioni di demoni. Appare e viene descritto nella Piccola Chiave di Salomone.
Insegna filosofia ed ha il potere di obbligare le anime a rispondere a qualsiasi domanda venga posta loro. Anticamente era un angelo appartenente all'ordine dei Troni.

## Etimologia
Murmur in latino significa rumore, sussurro, mormorio e il suono della tromba.

## Iconografia
È rappresentato come un soldato in sella con indosso una corona ducale mentre cavalca un avvoltoio oppure un grifone, ed è preceduto da due suoi ministri che suonano le trombe. Alcuni autori lo ritraggono semplicemente come un avvoltoio.